# Wervik
Wervik je belgické město, nacházející se v arrondissementu Ypry ve vlámské provincii Západní Flandry. Obec Wervik zahrnuje kromě vlastního Werviku ještě městečko Geluwe. Obec má 18
 401 obyvatel (1. leden 2015) a rozkládá se na ploše 43,61 km². Městem protéká řeka Leie, která tvoří hranici s Francií a odděluje jej od francouzské obce Wervicq-Sud.

## Historie
Wervik patří mezi nejstarší belgická města a pod názvem Viroviacum byl znám již v dobách Římanů.
V té jím době procházela obchodní cesta směrem na Kassel a podle lidové víry se v místě dnešního náměstí sv. Martina (niz. St-Maartensplein) nacházel malý chrám zasvěcený bohu Marsovi.
Ve středověku byl Wervik důležitým centrem textilnictví.
Svého vrcholu dosáhl v době, kdy začínal úpadek velkých vlámských měst jako Ypry, Bruggy a Gent.
Roku 1382 bylo město zničeno a začalo ztrácet svůj význam.
Během války Sedmnácti provincií se Španělskem byl Wervik vypálen a jeho obyvatelé uprchli.
Roku 1713 bylo město rozděleno na dvě části – severní část, která si ponechala původní název, se stala součástí Rakouska a nyní patří Belgii a jižní část pod názvem Wervicq-Sud připadla Francii.

## Zajímavosti
- Ve městě se nachází středověký kostel sv. Medarda (St-Medarduskerk), který patří mezi největší v provincii Západní Flandry. Obsahuje prvky románské a gotické architektury.
- Oblast je známa produkcí kvalitního tabáku a ve městě je Národní muzeum tabáku (Nationaal Tabaksmuseum).
- Wervik má dva staré zrenovované větrné mlýny – Briekenmolen a Kruisekemolen.

## Fotografie

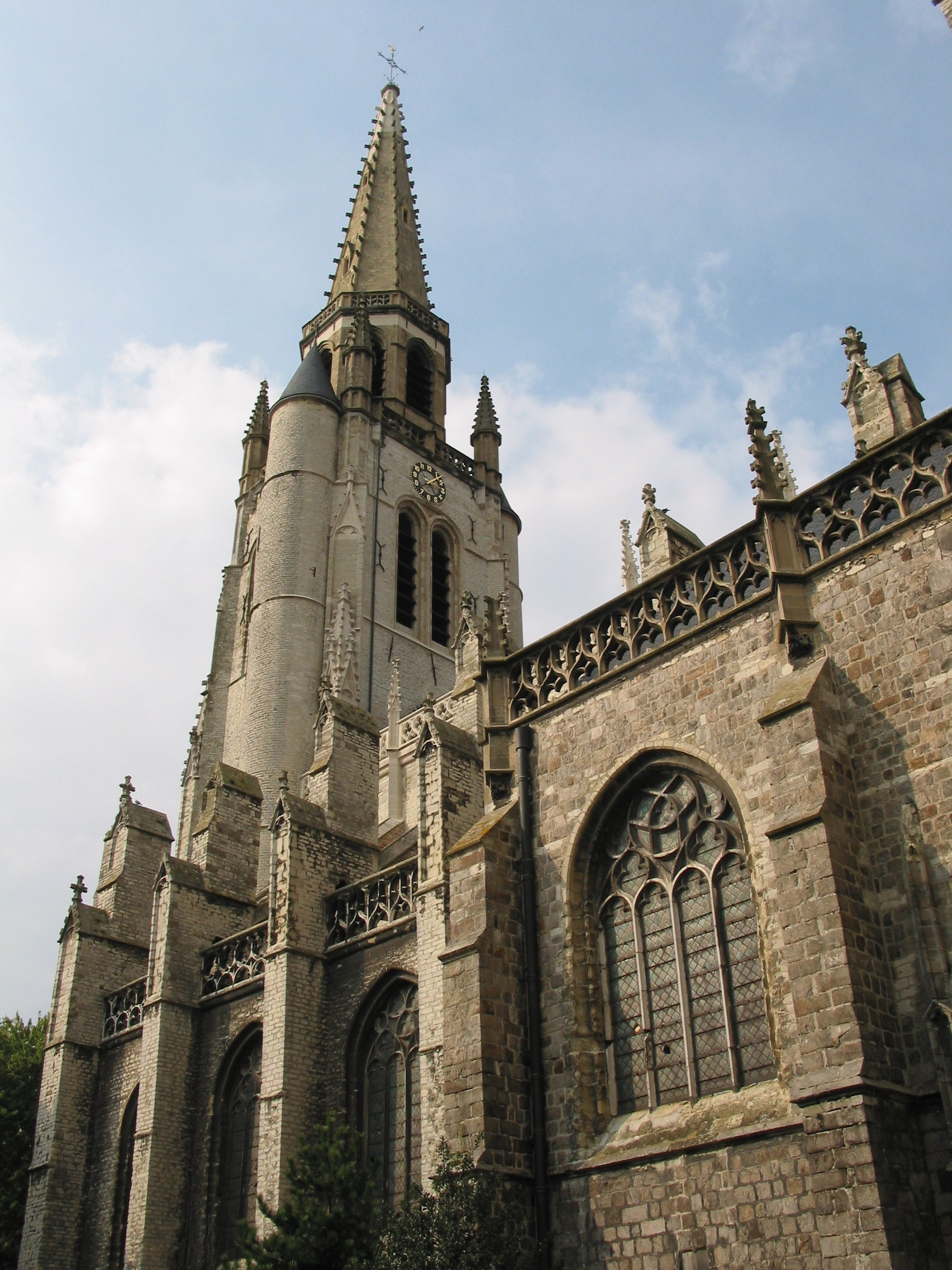
Kostel sv. Medarda
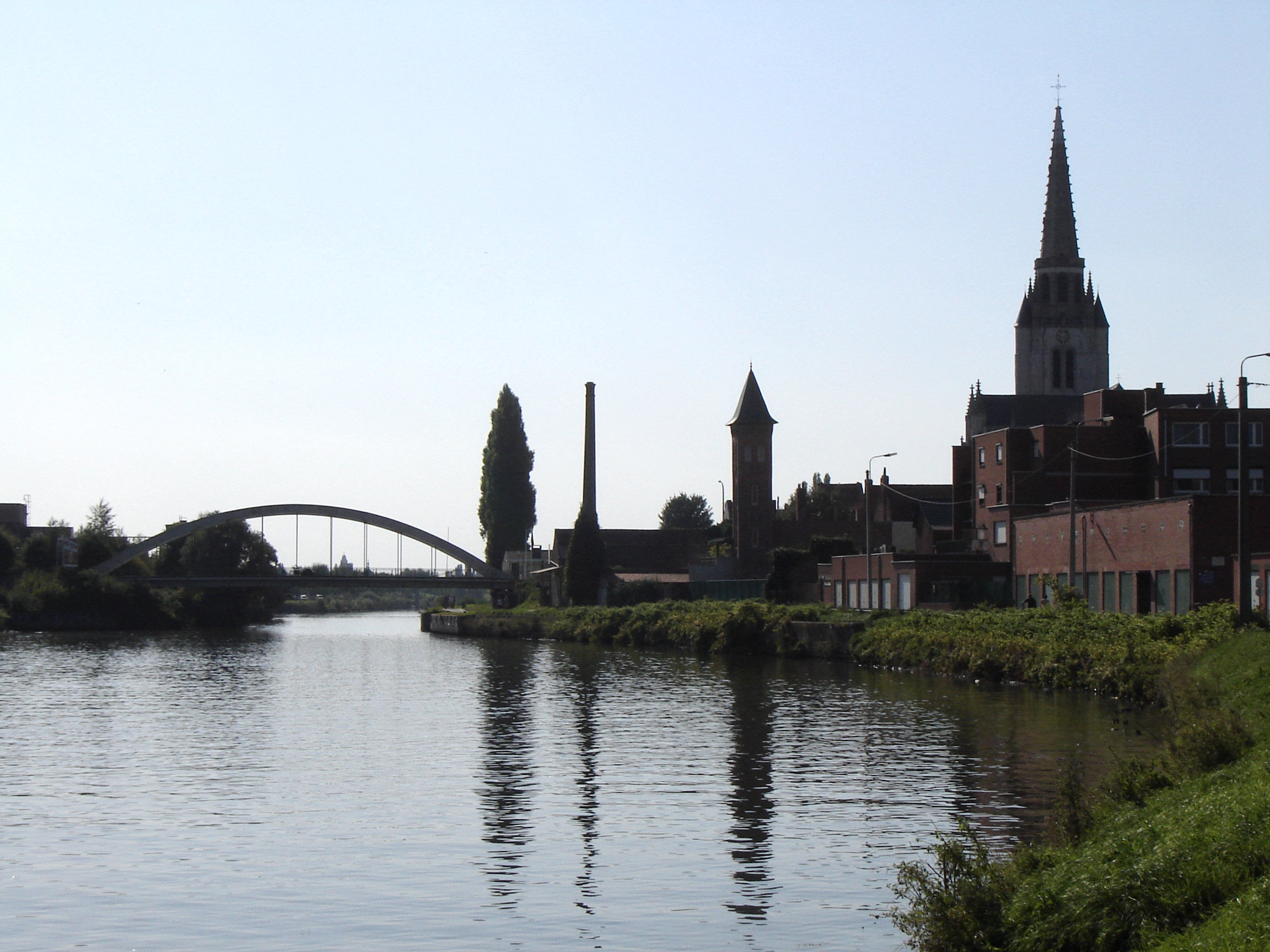
Řeka Lys ve Werviku
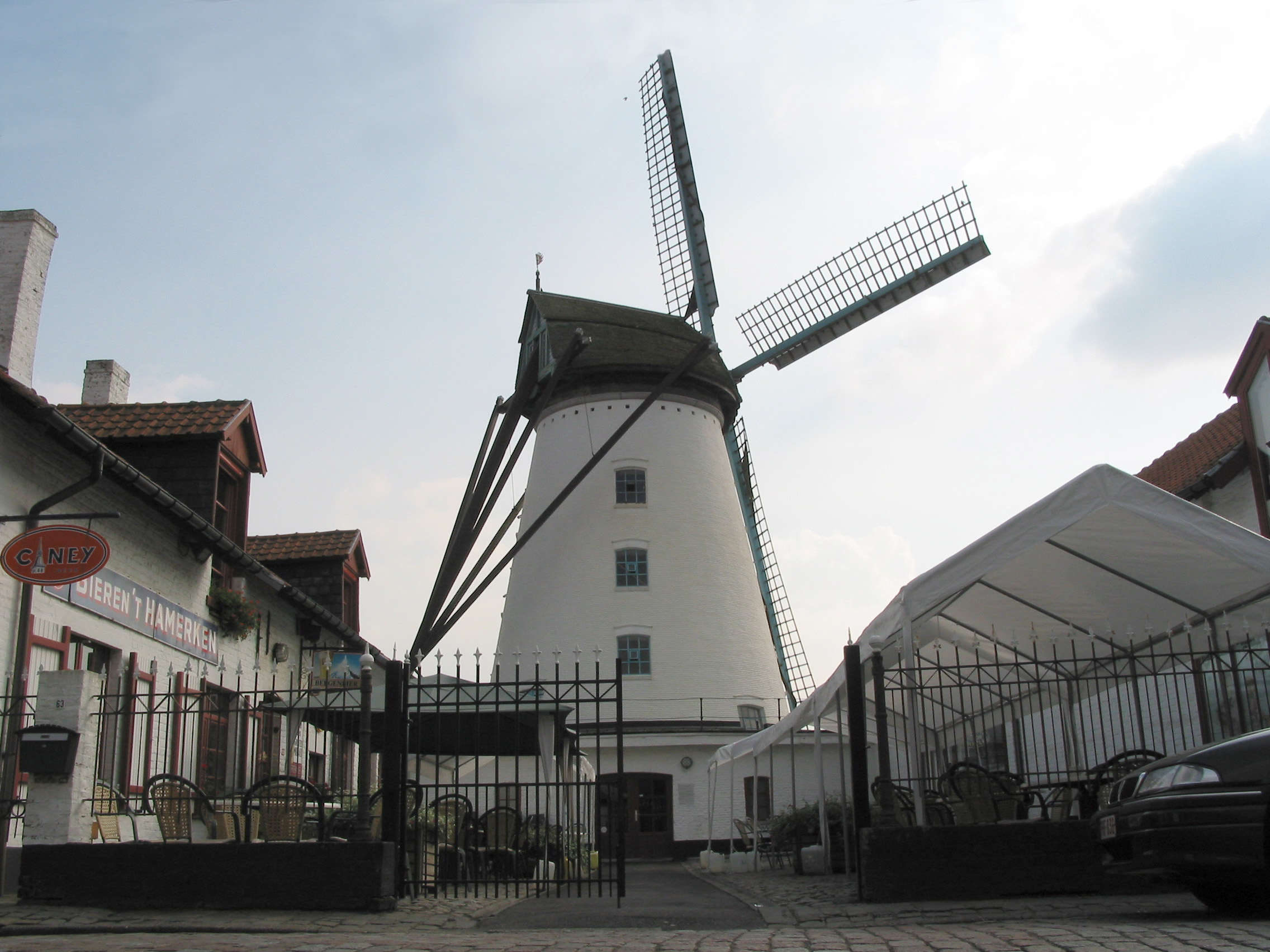
Starý větrný mlýn